# 比克堡奧厄河

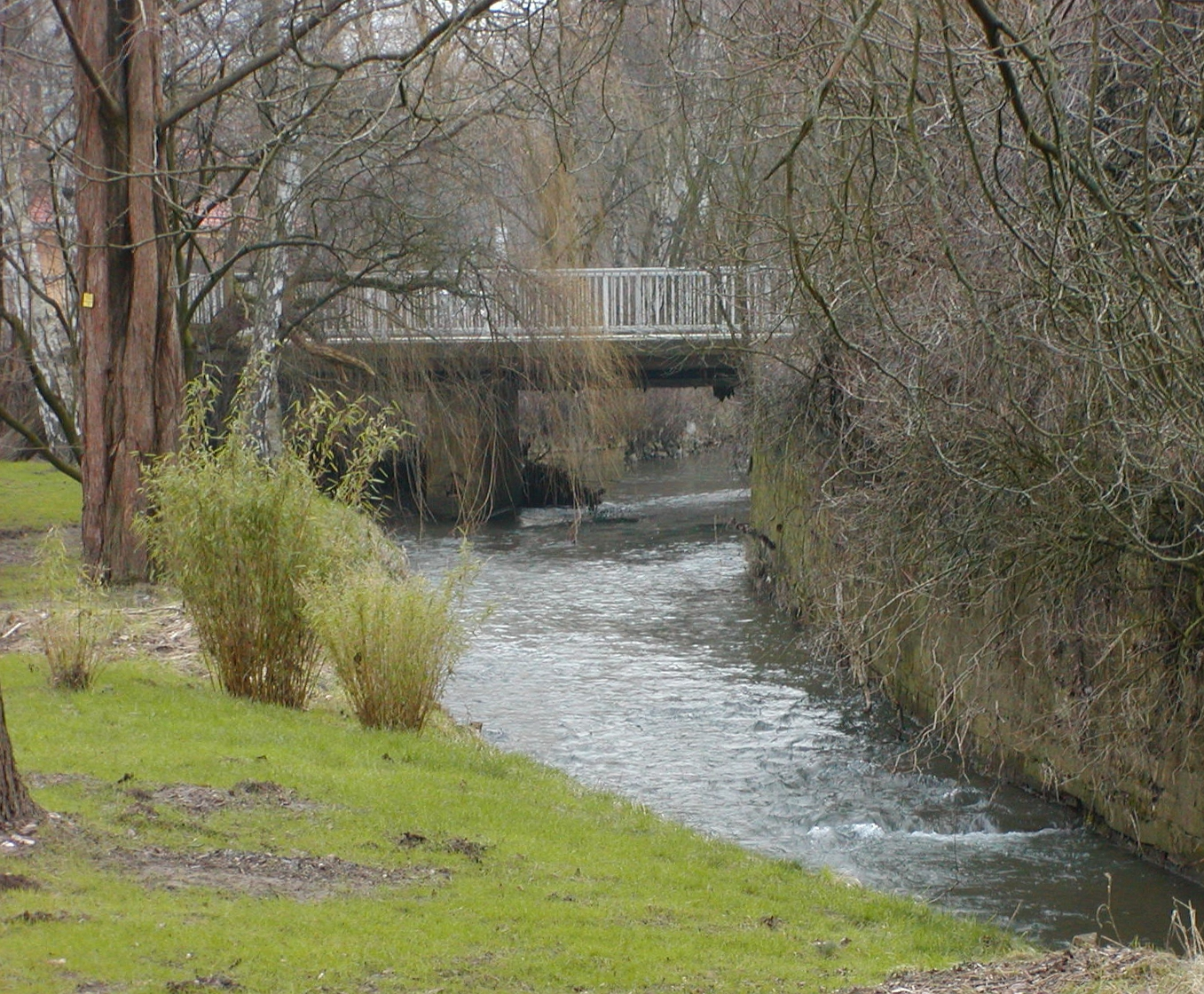
比克堡奧厄河

52°22′41.4″N 8°58′32.3″E / 52.378167°N 8.975639°E
比克堡奧厄河（德語：Bückeburger Aue），是德國的河流，位於該國西部，流經北萊茵-威斯特法倫州和下薩克森州，屬於威悉河的右支流，河道全長39公里，流域面積173平方公里，河口處在彼得斯哈根附近。